# Anhalt-Aschersleben
Das Fürstentum Anhalt-Aschersleben war ein deutsches Territorium, das von 1252 bis 1315 bestand und von den Askaniern beherrscht wurde.

## Geschichte

Anhalt-Aschersleben neben den anderen anhaltischen Fürstentümern um 1259

Im Jahr 1252 entstand das Fürstentum durch Erbteilung des Fürstentums Anhalt in Anhalt-Aschersleben, Anhalt-Bernburg und Anhalt-Köthen. Sitz war die (nicht erhaltene) Grafenburg vor der Stadt, anfangs möglicherweise auch die in geringen Resten erhaltene Fliehburg auf dem Wolfsberg.
Nachdem die regierende Fürstenfamilie bereits 63 Jahre später, 1315, mit Otto II. ausgestorben war, wurde das einstige Fürstentum den Bischöfen von Halberstadt übertragen. Mit diesem fiel es 1648 an die Markgrafschaft Brandenburg.
Die Hauptstadt des Fürstentums war Aschersleben.
Landesherren waren die Fürsten von Anhalt-Aschersleben.

## Fürsten von Anhalt-Aschersleben
- 1252–1266 Heinrich II., der Fette
- 1266–1305 Otto I.
- 1266–1283 Heinrich III. (Mitregent seines Bruders Otto I.)
- 1305–1315 Otto II.